# Omaumau (fleuve)
Le fleuve Omaumau  (anglais : Omaumau River) est un petit cours d’eau de la région d’Auckland dans l’Île du Nord  de la  Nouvelle-Zélande.

## Géographie
Il s’écoule vers le nord-ouest pour atteindre le mouillage de Kaipara Harbour à 20 km au nord-est de la ville de Helensville.